# Gonserellus
Gonserellus is een geslacht van haften (Ephemeroptera) uit de familie Leptophlebiidae.

## Soorten
Het geslacht Gonserellus omvat de volgende soorten:
- Gonserellus atopus